# Pelidnophora schmitzi
Pelidnophora schmitzi är en tvåvingeart som beskrevs av Borgmeier 1923. Pelidnophora schmitzi ingår i släktet Pelidnophora och familjen puckelflugor. Inga underarter finns listade i Catalogue of Life.